# 웨일 OS
웨일 OS (Whale OS)는 네이버가 개발하고 만든 노트북인 웨일북에 최적화된 네이버의 컴퓨터 운영 체제로, 네이버 웨일과 크로미움 OS 기반으로 제작된 교육용 운영 체제이다.